# Euptychia moneca
Euptychia moneca är en fjärilsart som beskrevs av William Schaus 1902. Euptychia moneca ingår i släktet Euptychia och familjen praktfjärilar. Inga underarter finns listade i Catalogue of Life.